# Атолл Джонстон (аэропорт)
Аэропорт Атолл Джонстон — аэропорт, расположенный на атолле Джонстон (США) в Тихом океане, в 1328 километрах к юго-западу от Гавайских островов. В XX веке он был значимым американским военным объектом, однако в 2005 году он был закрыт, а взлётно-посадочная полоса — разобрана.

## История
В сентябре 1941 года началось строительство аэродрома на атолле Джонстон. Была построена взлетно-посадочная полоса длиной 1200 метров вместе с двумя бараками на 400 человек, двумя столовыми, кладовой, подземной больницей, источником пресной воды, магазинами и нефтехранилищем. Строительство полосы было завершено в декабре 1941 года, хотя в декабре 1943 года 99-й военно-морской строительный батальон прибыл на атолл и приступил к удлинению взлетно-посадочной полосы до 1800 метров. Впоследствии она была удлинена и улучшена по мере расширения острова.
Во время Второй мировой войны атолл Джонстон использовался в качестве базы для дозаправки подводных лодок, а также для дозаправки американских бомбардировщиков, следующих транзитом через Тихий океан, в том числе Boeing B-29 Enola Gay, сбросившего в 1945 году на Хиросиму атомную бомбу «Малыш». К 1944 году аэродром на атолле Джонсон был одним из самых загруженных аэродромов в Тихом океане. Самолёты Командования воздушного транспорта США останавливались на атолле по пути на Гавайи. После дня Победы над Японией пассажиропоток аэропорта изменился. К 1947 году более 1300 бомбардировщиков Boeing B-29 и Consolidated B-24 Liberator прошли через Марианские острова, Кваджалейн, атолл Джонстон и Оаху, возвращая в США военных и мирных жителей. 
После Второй мировой войны аэропорт обслуживался авиакомпанией Continental Micronesia. Авиакомпания Aloha Airlines также выполняла еженедельные регулярные рейсы на остров, перевозя военных и мирных жителей. В 1990-е годы рейсы выполнялись почти ежедневно, а иногда в день прилетало по три рейса.
В 2005 году аэропорт прекратил свою деятельность. 

### Химические боеприпасы
В середине 1950—1960-х годах на атолле проводились ядерные испытания, а в начале 1970-х годов на острове началась утилизация химических отходов. Незадолго до этого главный хирург службы здравоохранения рассмотрел отгрузку и планы хранения боеприпасов на атолле Джонстон. Его рекомендации побудили министра обороны в декабре 1970 года издать инструкции о приостановке проведения ядерных испытаний и принятия всех гражданских рейсов. В результате этого авиакомпания Continental Airlines прекратила рейсы на атолл Джонстон, и испытания были прекращены, за исключением двух запусков спутников в 1975 году. В 2000 году была прекращена утилизация химикатов.

## Инфраструктура
Взлетно-посадочная полоса аэропорта Атолл Джонстон неоднократно использовалась для аварийных посадок как гражданских, так и военных самолетов. После прекращения деятельности аэропорта его уже нельзя было рассматривать как возможное место аварийной посадки при планировании маршрутов полетов через Тихий океан. По состоянию на 2003 год, аэропорт состоял из единственной, закрытой, необслуживаемой взлётно-посадочной полосы 05/23 длиной 2743 м с асфальтобетонным покрытием, имеющей рулёжную дорожку.